# Ireneo di Gerusalemme
Ireneo (in greco Ειρηναίος Α΄?, al secolo Emmanuel Skopelitis, in greco Εμμανουήλ Σκοπελίτης?; Samo, 17 aprile 1939 – Atene, 10 gennaio 2023) è stato il patriarca greco-ortodosso di Gerusalemme dal 2001 al 2005.
Fu deposto tra il maggio e il giugno del 2005 e ripristinato al grado episcopale con il titolo di «Patriarca emerito di Gerusalemme» nel luglio del 2019.

## Biografia

### Carriera ecclesiastica
Nel dicembre 1953 arrivò a Gerusalemme. Nel 1958 professò i voti monastici con il nome di Ireneo in onore dello ieromartire Ireneo, vescovo di Lione. Nel 1959 fu ordinato diacono. Nel 1963 si diplomò alla Scuola Patriarcale di Gerusalemme. Nel 1965 fu ordinato ieromonaco; nel 1966 fu elevato al grado di archimandrita.
Nel 1966 partì per Atene, dove entrò nella facoltà di Teologia dell'Università di Atene, presso cui si laureò con successo nel 1970. Al suo ritorno a Gerusalemme, fu caporedattore della rivista New Zion e presidente dell'Alta Corte della Chiesa. Fu nominato rappresentante ufficiale del Patriarcato di Gerusalemme alle conferenze ecclesiali e teologiche, agli incontri panortodossi e accompagnò i patriarchi Benedetto e Diodoro nelle loro visite ufficiali; visitò il Patriarcato di Mosca nel 1974. Dal 1979 fino alla sua elezione a patriarca, fu esarca patriarcale ad Atene e fu responsabile della distribuzione annuale del Sacro Fuoco in Grecia in occasione del Sabato santo.
Il 27 febbraio 1981 fu eletto e il 29 marzo dello stesso anno fu ordinato arcivescovo di Gerapoli. Nel 1983 fu nominato membro del Santo Sinodo della Chiesa Ortodossa di Gerusalemme. Tra gli impegni dell'Esarca Patriarcale ad Atene c'era la gestione del pellegrinaggio dalla Grecia in Terra Santa e la creazione della rivista Voice of Jerusalem. Nel 1994 fu elevato al rango di metropolita.

### Patriarcato
Il 13 settembre 2001, il sinodo della Chiesa Ortodossa di Gerusalemme lo elesse Primate del Patriarcato di Gerusalemme. Il 15 settembre fu intronizzato nella Chiesa della Resurrezione di Cristo a Gerusalemme. Al momento dell'ascesa al trono patriarcale, dichiarò di sperare di ripristinare la gloria della Chiesa di Sion, la tolleranza religiosa, la comprensione e il rispetto reciproci tra i rappresentanti delle varie comunità religiose e nazionali che vivono in Terra Santa, per instaurare stabilità e pace nella regione..

#### Destituzione
Il 6 maggio 2005, il Santo Sinodo del Patriarcato di Gerusalemme decise di rimuovere dall'incarico il patriarca Ireneo, accusato di affittare a lungo termine le proprietà della Chiesa nella Città Vecchia a società ebraiche. Tredici membri su diciassette del Sinodo votarono a favore di questa decisione. Il 24 maggio il Concilio pan-ortodosso di Costantinopoli confermò la destituzione del patriarca, ma Ireneo non riconobbe questa decisione. Nel giugno 2005, il Sinodo del Patriarcato di Gerusalemme sconsacrò Ireneo e lo retrocesse al grado di monaco. Lo stesso Ireneo si rifiutò di presenziare all'udienza del tribunale vescovile.
Il successore di Ireneo I come primate della Chiesa ortodossa di Gerusalemme fu Teofilo III. Negli ambienti ortodossi ultraconservatori, il rovesciamento di Ireneo I dalla dignità patriarcale fu contestato e persino riconosciuto come illegittimo. I sostenitori dell'ex patriarca credevano che la destituzione fosse dovuta alla sua posizione antiecumenica rispetto ai sostenitori di Teofilo III, e lo stesso Ireneo fu proclamato da questi patriarca-confessore. In Russia, ammiratori esprimevano sostegno all'ex patriarca e seguivano regolarmente la vita e l'ascesi di Ireneo. Nikolai Troitsky, editorialista di RIA Novosti, sostenne che l'ex patriarca, quando era stato deposto, era stato condannato alla reclusione nella sua stessa cella, dove si trovava dal 2005. Il Patriarcato di Gerusalemme replicò che “il deposto Patriarca Ireneo di Gerusalemme è in 'auto-reclusione', e la polizia israeliana si è presa la responsabilità della possibilità di fargli visita”. Nel gennaio 2015, l'agenzia di stampa Romfei riferì che il Sinodo della Chiesa greco-ortodossa intendeva creare una commissione speciale per garantire la liberazione dell'ex patriarca di Gerusalemme Ireneo, il cui soggiorno in isolamento ad Atene non era considerato volontario.

#### Riabilitazione e morte
Il 3 novembre 2015, Ireneo subì un intervento chirurgico per rimuovere un'ernia. Per eseguire l'operazione, Ireneo lasciò per la prima volta il Patriarcato di Gerusalemme dopo sette anni di completo isolamento. Il 5 novembre 2015 il Patriarca di Gerusalemme Teofilo III, accompagnato dal metropolita patriarcale Isihia e dal segretario capo del Sinodo della Chiesa ortodossa di Gerusalemme, l'arcivescovo Aristarco, fece visita a Ireneo, che era ricoverato in ospedale dopo l'intervento chirurgico.
Il 22 marzo 2016, Ireneo riapparve in pubblico nella Basilica del Santo Sepolcro. Dopo la celebrazione della Liturgia dei Doni Presantificati, si recò dal Patriarca Teofilo, lo salutò, si congratulò con lui per il suo onomastico e gli augurò lunga vita. Tutti i presenti nell'Aula Magna del Patriarcato di Gerusalemme accolsero con applausi l'incontro fra i due patriarchi.
Il 22 marzo 2017 Ireneo fece visita per la prima volta al Patriarca ecumenico Bartolomeo, giunto a Gerusalemme per partecipare alla dedicazione del Sepolcro. All'ingresso del patriarca Bartolomeo nella dimora di Ireneo, vennero «scambiati abbracci di amore e di riconciliazione». Durante l'incontro, il Patriarca Bartolomeo e Ireneo ebbero un «conversazione fraterna e cordiale su tutte le questioni».
All'inizio di luglio 2019, l'ex primate della Chiesa di Gerusalemme fu ricoverato nel reparto di terapia intensiva. All'età di ottant'anni gli furono diagnosticati un edema polmonare e un'aritmia cardiaca. Il 25 luglio 2019, il Santo Sinodo della Chiesa ortodossa di Gerusalemme, sotto la presidenza del Patriarca di Gerusalemme Teofilo, revocò all'unanimità le restrizioni canoniche all'ex Patriarca Ireneo e gli restituì la dignità sacerdotale con il titolo di «Patriarca emerito di Gerusalemme». Nella dichiarazione del Sinodo della Chiesa di Gerusalemme, fu sottolineato come la decisione di restituire Ireneo alla sua dignità era stata presa, tra le altre motivazioni, in relazione al deterioramento delle sue condizioni di salute. Da parte sua, l'arcivescovo Geronimo II di Atene annunciò il 25 luglio che l'ex patriarca era pronto per essere ricevuto presso il Centro Gerontologico dell'arcidiocesi di Atene. Fu ospitato nella struttura fino alla sua morte avvenuta il 10 gennaio 2023.